# Eleonora Kaminskaitė
Eleonora Ruokienė Kaminskaitė, née le 29 janvier 1951 à Stakliškės et morte le 9 février 1986 à Kaunas, est une rameuse soviétique.

## Biographie
Eleonora Kaminskaitė est médaillée de bronze de l'épreuve de deux de couple aux Jeux olympiques d'été de 1976 à Montréal avec Genovaitė Ramoškienė. Aux Mondiaux de 1978, elle obtient la médaille d'argent en deux de couple avec Ludmila Parphjoonova.